# Larry Shaw

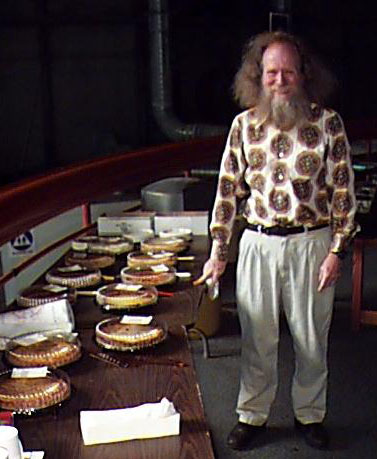
ㅤㅤㅤㅤㅤㅤ

Lawrence N. Shaw là một nhà vật lý, giám tuyển, nghệ sĩ và người sáng lập của Pi Day. Larry Shaw làm việc tại bảo tàng khoa học San Francisco The Exploratorium trong 33 năm, thực hiện mọi chức năng cho bảo tàng. Ông là thành viên chủ chốt của cộng đồng nghệ thuật và công nghệ tại Khu vực Vịnh San Francisco.

## Cuộc sống thời thơ ấu và cá nhân
Lawrence N. Shaw sinh ra tại Washington, D.C., vào ngày 12 tháng 8 năm 1939, là con của Wilfred L. Shaw và Ida W. Shaw. Cha của Larry làm việc cho Bộ Nông nghiệp. Gia đình chuyển đến Vùng Vịnh San Francisco ở California khi ông mới chỉ là một đứa trẻ một tuổi rưỡi. Larry Shaw tốt nghiệp Trường trung học Pleasant Hill và nhận bằng Cử nhân Nghệ thuật chuyên ngành vật lý từ Cao đẳng Reed ở Portland, Oregon vào năm 1961.
Tại Reed, ông đã gặp người vợ tương lai của mình, Catherine Adams. Họ kết hôn năm 1963 và có hai cô con gái, hiện là Tiến sĩ Tara Shaw chuyên ngành y học thể thao, và Tiến sĩ Sara Shaw, bác sĩ thú y. Larry và Catherine đã kỷ niệm ngày cưới của họ 54 lần vào "trăng tròn tháng 6" và sẽ tổ chức "lễ cưới lại" sau mỗi bảy năm, bởi vì "cơ thể gần như trở nên mới sau mỗi bảy năm".